# Centralne sile
Centralne sile, (rjeđe Centralnoeuropske sile) je neformalni naziv koji se u Prvom svjetskom ratu koristio za Njemačku i države koje su u ratu sudjelovale kao njeni saveznici.
Naziv svoje porijeklo ima u tome što su se dvije države koje su u savezu bile od samog početka – Njemačka i Austro-Ugarska – predstavljale dio Srednje Europe, odnosno nalazile su se u centru između sila Antante – Rusije s istoka te Velike Britanije i Francuske sa zapada.
Korijen tog saveza je vojni sporazum koji je 1879. sklopljen između Njemačke i Austro-Ugarske, a kojemu se 1882. priključila Italija te je dobio naziv Trojni savez.
Međutim, prilikom izbijanja rata u ljeto 1914. Italija se odlučila za neutralnost, ostavivši svoje saveznike na cjedilu. 
U listopadu 1914. se Središnjim silama priključio Osmansko Carstvo, a u jesen 1915. i Bugarska.
Te četiri države su bile jedine članice bloka Centralnih sila. S druge strane, Centralne sile su uživale podršku nekih paravojnih formacija u državama Antante – irskih revolucionara, a od 1917. i proturuski raspoloženih Poljaka i Ukrajinaca.
Mirom u Brest-Litovsku 1918. formirane su nezavisne države Poljska, Ukrajina, Litva, Latvija, Estonija i Finska koje su formalno bile članice Centralnih sila, ali u stvarnosti pod okupacijom njemačkih i austro-ugarskih snaga.
Dana 29. rujna 1918. je Bugarska, nakon proboja solunskog fronta, potpisala primirje sa silama Antante i izašla iz Centralnih sila. A 30. listopada 1918. je isto učinilo i Osmansko Carstvo.
Dana 3. studenog 1918. je Austro-Ugarska, nakon raspada vojske na talijanskom frontu i serije deklaracija nezavisnosti širom Monarhije, potpisala primirje sa silama Antante te se raspala. 
Dana 11. studenog 1918. je Njemačka kao jedina preostala članica bloka također potpisala primirje čime je završio rat, a Centralne sile prestale su postojati.